# براندون نوبل
براندون نوبل (بالإنجليزية: Brandon Noble)‏ هو لاعب كرة قدم أمريكية أمريكي، ولد في 10 أبريل 1974 في سان رافاييل في الولايات المتحدة.

## وصلات خارجية
- براندون نوبل على موقع مرجع كرة القدم المحترفة.كوم (الإنجليزية)